# Cylindromyrmex darlingtoni
Cylindromyrmex darlingtoni é uma espécie de inseto do gênero Cylindromyrmex, pertencente à família Formicidae.